# Epione aurantiaca
Epione aurantiaca är en fjärilsart som beskrevs av Hans Rebel. Epione aurantiaca ingår i släktet Epione och familjen mätare. Inga underarter finns listade i Catalogue of Life.